# Кастелл, Эдмунд
Эдмунд Кастелл (англ. Edmund Castell, собственно Castle, латинизированное Castellus; 1606—1685) — английский востоковед.
В 1666 году Кастелл занял кафедру Адамсовского профессора арабского языка в университете Кембриджа.
Издал Библию на нескольких языках и составил сводный «Lexicon heptaglotton» (1669) для еврейского, халдейского, арабского, сирийского, самаритянского, эфиопского и персидского языков, с краткими грамматиками каждого из них.